# Al-Kir
Al-Kir – wieś w Syrii, w muhafazie Al-Hasaka. W 2004 roku liczyła 183 mieszkańców.